# Debelyanov Point
Debelyanov Point är en udde i Antarktis. Den ligger i Sydshetlandsöarna. Argentina, Chile och Storbritannien gör anspråk på området.
Terrängen inåt land är platt åt nordväst, men åt sydost är den kuperad. Havet är nära Debelyanov Point åt sydväst. Trakten är glest befolkad. Närmaste befolkade plats är Maldonado Station, 7,3 kilometer sydväst om Debelyanov Point. 